# Galei Tsahal
Galei Tsahal o Galei Tzahal (hebreu: גלי צה"ל‎) coneguda a Israel pel seu acrònim Galatz (hebreu: גל"צ‎), és una xarxa de ràdio nacional israeliana que opera les Forces de Defensa d'Israel.
L'emissora emet notícies, música, reportatges sobre trànsit i programes educatius al públic en general, així com revistes d'entreteniment i notícies militars per a soldats. a xarxa té una estació principal i una emissora germana, Galgalatz (hebreu: גלגל"צ), que emet música i reportatges de trànsit en hebreu les 24 hores del dia. El personal inclou tant soldats com civils. A partir de desembre de 2013, aquesta emissora ja no es va emetre a través d'ona curta cap a Europa: encara hi ha un flux de reproducció en temps real a Internet.

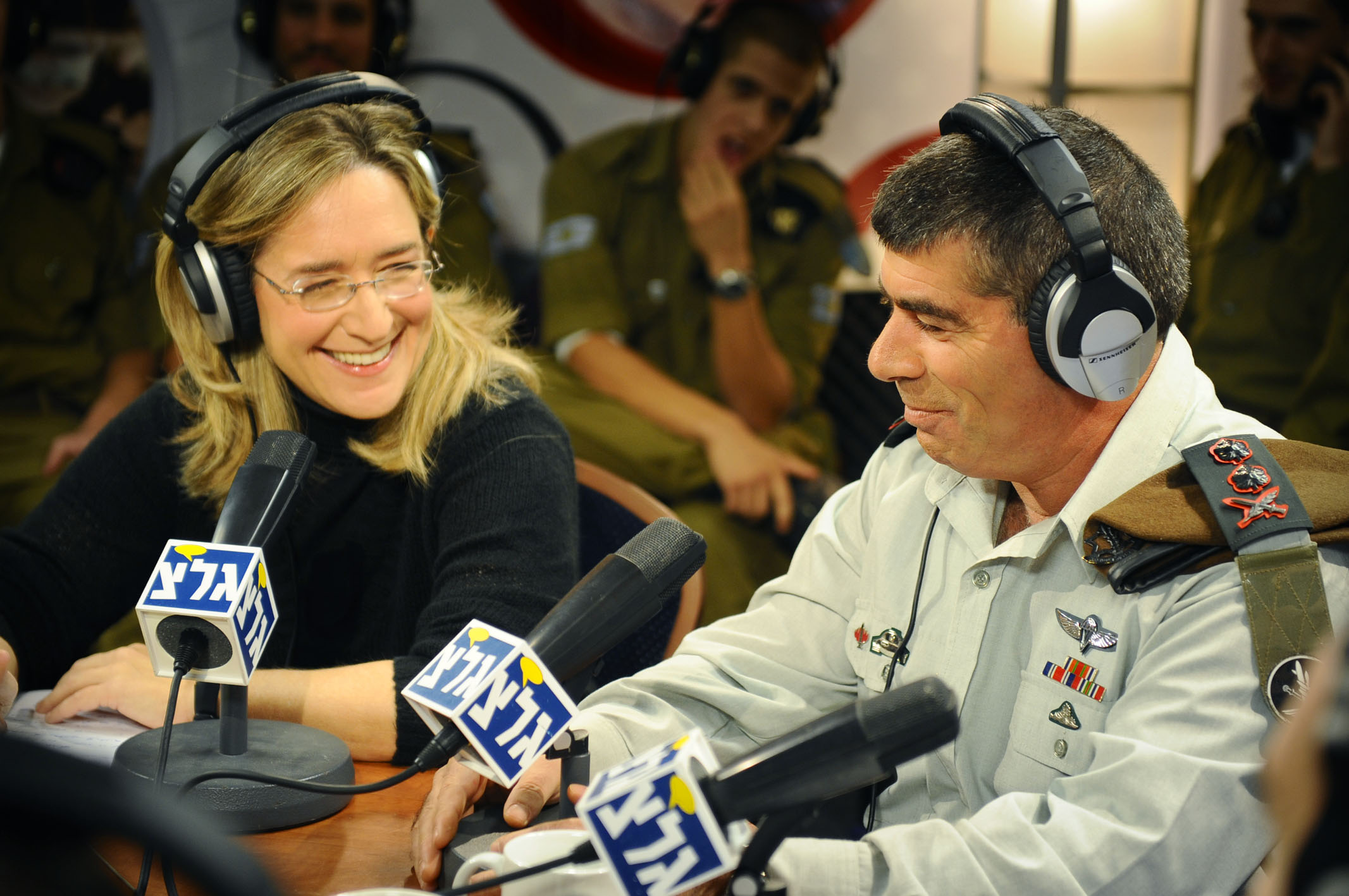
Ilana Dayan i Gabi Ashkenazi (Ramatcal) en un programa anual de recollida de diners

## Història
Galatz va iniciar les seves transmissions el 24 de setembre de 1950 com a continuïtat de la transmissió de Haganà al públic jueu durant la Guerra araboisraeliana de 1948. Les transmissions van començar amb un tocde corneta a les 18.30 hores. seguit del HaTikva, l'himne nacional israelià. S'havia establert un estudi improvisat a l'interior d'un edifici d'una antiga escola a Ramat Gan, amb mantes de l'exèrcit penjades a les parets per silenciar el soroll de fons.

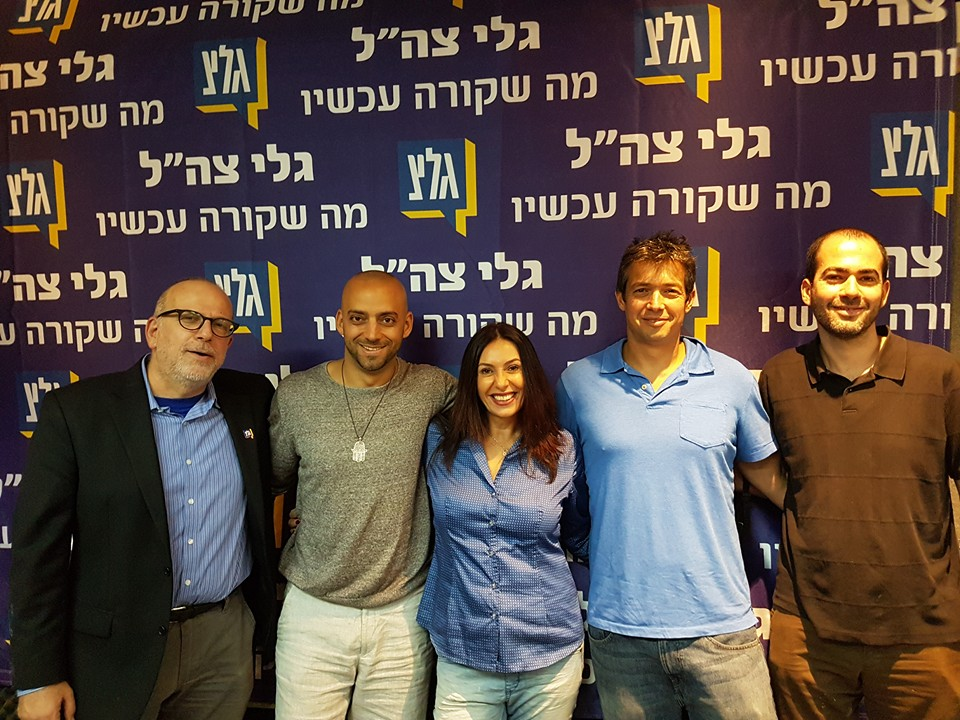
Estació Galei Tzahal, 2016
Yaron Deckel, Idan Raichel, Miri Regev, Yoaz Hendel, Dr. Asael Lubotzky

El 1956, el seu estatut va ser definit per l'article 48 de la llei de l'Autoritat Israeliana de Radiodifusió. Les Forces de Defensa d'Israel van ser autoritzades a escollir la seva programació per als soldats, però els programes per a civils havien de rebre l'aprovació de l'IIBA. Durant el període formatiu de l'estació als anys seixanta i setanta, va ser dirigida per Yitzhak Livni. En 1973, durant la guerra del Yom Kippur, Galatz va ser la primera emissora de ràdio israeliana que va emetre tot el dia. El 1982, durant la guerra del Líban, l'emissora va col·laborar amb la Televisió Educativa Israeliana (IETV). Aquesta cooperació en temps de guerra va donar lloc a un programa de notícies i entrevistes diàries anomenat Erev Hadash (hebreu: ערב חדש‎, lit. Nova Tarda).
Galatz va ser la primera emissora de ràdio d'Israel a abandonar l'hebreu formal i una mica culte que normalment s'utilitzava als mitjans de comunicació. Els seus programes d'entreteniment per als soldats van ser els primers a utilitzar l'hebreu col·loquial a les ones. Els seus butlletins informatius utilitzen un estil lingüístic més relaxat que els butlletins horaris de Kol Yisrael (קול ישראל). quest estil de presentació va resultar particularment popular entre dos grups d'edat: joves i gent gran.
Durant molts anys, les retransmissions de Galei Zahal es van orientar principalment a soldats, incloent programes musicals que transmetien salutacions de soldats i diverses emissions relacionades amb les FDI. L'estació era única, ja que incorporava soldats al servei de l'exèrcit regular en posicions periodístiques, inclosos reporters, editors, productors, locutors de notícies i música, editors musicals, anunciants, etc. Després de la guerra del Yom Kippur el 1973, l'emissora va començar a emetre 24 hores al dia, ampliant les seves emissions per incloure retransmissions de notícies i programació d'actualitat. Durant anys, va ser l'única emissora israeliana que continuava emetent durant tota la nit. El novembre de 1993, Galei Zahal va començar a operar Galgalatz, que emet música intercalada amb informes de trànsit i té elevades taxes d'oients.

## Paper cultural
Segons Oren Soffer, cap d'estudis de comunicació de la Universitat Oberta, Galei Zahal s'ha convertit en el símbol del pluralisme i la llibertat periodística.

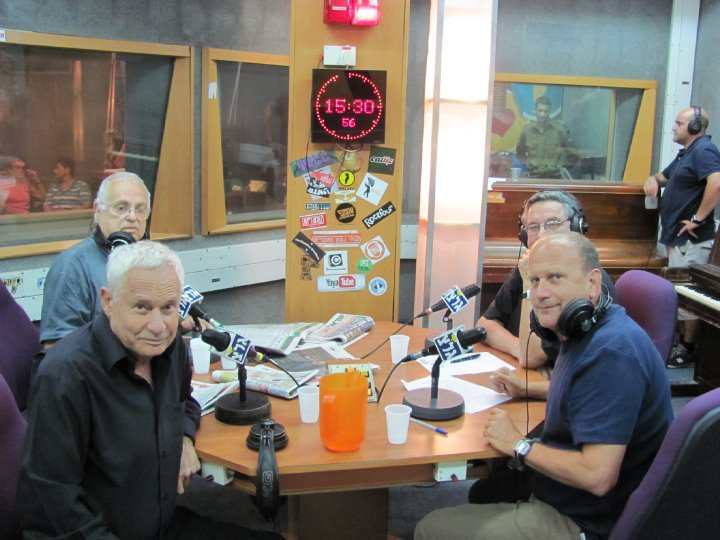
Equip del programa "Yesh im mi ledaber" (ens algú amb qui parlar)

Segons Michael Handelzalts, columnista de Haaretz i crític teatral, Galei Zahal va tenir una "influència positiva de gran abast sobre la cultura israeliana" i "abordar problemes de la cultura en el sentit més ampli." En els anys seixanta es van llegir nous poemes en veu alta un cop per setmana. A la dècada de 1970, l'emissora va emetre obres de ràdio, va inaugurar "Universitat en l'Aire" i va mantenir les primeres converses telefòniques en directe amb els oients que mai es van emetre en una emissora d'Israel. Ram Evron va organitzar xerrades nocturnes en directe.
Recentment, Galei Tzahal ha estat la primera emissora de ràdio a incorporar un podcast a la seva programació, quan van donar a "Història d'Israel" una secció permanent.

## Administració
L'estació està gestionada per un civil designat pel ministre de Defensa per un termini de 3 a 5 anys. El comandant de l'estació ostenta el grau militar de Sgan Aluf, tot i que la feina és principalment directiva i editorial. El comandant de l'estació actual és Shimon Elkabetz. Galei Zahal va ser considerat una divisió del Cos d'Educació i Joventut fins a l'octubre de 2017.

## Locutors destacats
- David Avidan
- Razi Barkai
- Ilana Dayan
- Matan Hodorov
- Nitzan Horowitz
- Tamar Ish-Shalom
- Gideon Levy
- Yair Nitzani
- Uri Orbach
- Erez Tal